# 科学忍者隊ガッチャピン
科学忍者隊ガッチャピンは、SFアニメ『科学忍者隊ガッチャマン』と、フジテレビの子供番組『ポンキッキ』シリーズのキャラクター・ガチャピンとをコラボレーションさせたキャラクター、および同キャラクターによるテレビシリーズ。2005年12月より、バンプレストからキャラクターグッズが主にアミューズメントの景品用として販売されている。

## 概要
ガチャピンがガッチャマンたちのスーツを着用した姿で、ガッチャマンたちと同様に5メンバーいる。なお、『科学忍者隊ガッチャマン』では「ガッチャマン」とはリーダーのケンの通称であり、別の4人は単なる科学忍者隊隊員という設定であるが、本作では5メンバー全員「ガッチャピン」である。全員が「スーツを着たガチャピン」の姿であるため、スーツ以外での判別は困難。ちなみにガチャピンとガッチャピンとは別人（友人）と見解されている。
その他キャラクターグッズには『ガッチャマン』の南部博士とムックに似た「ムックン博士」や、『ポンキッキーズ』のキャラクター、コニーちゃんが科学忍者隊G-3号（白鳥のジュン）に扮したバージョン等がある。
全国アミューズメント施設を中心に、ガッチャピンの等身大キャラクターが「パトロール」するイベントが行われている。

## 登場キャラクター
- 科学忍者隊ガッチャピン
  - ガッチャピン1号
  - ガッチャピン2号
  - ガッチャピン3号
  - ガッチャピン4号
  - ガッチャピン5号
- ムックン博士
- ブラックガッチャピン
- コニーちゃん（ゲストファイター）

## テレビシリーズ
BSフジにて子供向けミニ番組として放送。内容はコメディ色が強い。過去にフジテレビKIDSクラブサイト内でも配信されていた。主題歌は尾崎紀世彦が担当した。

### いけいけ!ガッチャピン
BSフジで2006年11月20日から2007年12月14日まで放送。2007年3月より第2シリーズがスタートした。同年12月には第1シリーズのみDVD化され、フジテレビKIDSのオンラインショップ又はセブンイレブンで販売されている。

#### 登場キャラクター
ピエール・カッツェ以外のキャラクターは劇中、声を発しない。
ガッチャピン
ガッチャマン1号（大鷲の健）の風貌。下町各地を舞台に、街の掃除をすることが多い。
ピエール・カッツェ（ピエール瀧）
『ガッチャマン』の悪役、ベルク・カッツェを模している。ガッチャピンを倒そうと策略を練るが、ことごとく失敗する。食べ歩きが好きで、劇中でチョコレートや団子をよく食べている。第2シリーズでは両親も登場した。
総裁X
ピエール・カッツェのボス。作戦遂行を失敗した彼にお仕置きをする。
ムックン博士
第2シリーズの第1話のみ登場。

### 科学忍者隊ガッチャピン
BSフジで2007年12月17日から2008年4月4日まで放送。映像は人形とCGを組み合わせている。内容は、ベルクカッツェピン率いる組織に誘拐されたガチャピン・ムックを救うため、ガッチャピン1号 - 5号が集結するというもの。

#### 登場キャラクター
例外を除き、吹き替えおよび声優は青二プロダクションが担当。
- ガッチャピン1号（声：大本眞基子）
- ガッチャピン2号（声：竹本英史）
- ガッチャピン3号（声：國府田マリ子）
- ガッチャピン4号（声：野島健児）
- ガッチャピン5号（声：福原耕平）
- ムックン博士（声：大友龍三郎）
- ベルクカッツェピン（声：龍田直樹）
- ガチャピン（友情出演）（声：雨宮玖二子）
- ムック（友情出演）（声：松田重治）

### [新]科学忍者隊ガッチャピン
BSフジで2008年4月7日から2009年4月22日まで放送（2008年10月以降は前シリーズの再放送を含む）。再び実写に戻り、浅草を舞台としている。ガッチャピンが使う「科学兵器」として科学知識が挿入された「教育（+下町人情）バラエティ」と銘打っている。敵組織『アザクサー』の怪人は毎回異なる名称で登場する。

#### 登場キャラクター
岩波理恵以外のキャストは全て声優が吹き替えを担当している。
- ガッチャピン（声 : 岩波理恵）
- ムックン博士
- 滝川クリサヘル（サヘル・ローズ）
- ボヨヨン大帝（大槻ケンヂ）
- アザクサー怪人（有野晋哉 他）
- ナレーション（ユリオカ超特Q）

他